# 5073 Junttura
Az 5073 Junttura (ideiglenes jelöléssel 1943 EN) a Naprendszer kisbolygóövében található aszteroida. Yrjö Väisälä fedezte fel 1943. március 3-án.